# Dasychira phenax
Dasychira phenax är en fjärilsart som beskrevs av Collenette 1932. Dasychira phenax ingår i släktet Dasychira och familjen tofsspinnare. Inga underarter finns listade i Catalogue of Life.